# Convair XB-53
Le Convair XB-53, initialement désigné XA-44, est un projet de bombardier à réaction américain développé pour la United States Air Force (USAF) à la suite de la Seconde Guerre mondiale. Le projet est abandonné sans qu'aucun avion ne soit construit.

## Historique
Le projet est initialement désigné XA-44 en 1945 dans la catégorie des avions d'attaque au sol. L'avion, conçu avec une voilure en flèche inversée et propulsé par trois turboréacteurs Allison J35-GE, est développé parallèlement au Convair XB-46. Selon le projet initial, l'angle de flèche de la voilure doit être de 12° ; cependant, l'Army Air Force change ses exigences et, en 1946, elle souhaite désormais un bombardier léger. L'avion devient le XB-53 et la voilure affiche une flèche, toujours inversée, de 30° avec un dièdre positif de 8°, ces caractéristiques étant issues des recherches allemandes réalisées pendant la guerre. L'aile en flèche inversée doit donner à l'avion une vitesse ascensionnelle plus élevée et le rendre plus maniable. Le projet se montre suffisamment prometteur, au point que l'USAAF envisage d'annuler le XB-46 en faveur du XA-44 puisque les fonds ne sont pas suffisant pour les deux avions.
Classé comme bombardier moyen, le XB-53 est conçu pour emporter jusqu'à 5 440 kg de bombes ainsi que 40 roquettes aériennes à grande vitesse (High Velocity Aerial Rockets, HVAR) montés sur des pylônes placés sous les ailes. Convair demande que le prototype XB-46 soit terminé pour servir de banc d'essai, sans l'armement ni les autres équipements. L'avionneur souhaite également que la commande des deux XA-44 soit remplacée par celle de deux autres cellules de B-46. L'Air Force ratifie le contrat en juin 1946 mais le projet ne progresse pas ; aucun B-46 supplémentaire n'est commandé. Le programme du XB-53 est rétabli en février 1949 mais seulement pour une courte durée.